# Asi (serie de televisión)
Asi es una telenovela turca de 2007, producida por Sis Yapım y emitida por Kanal D.

## Argumento
Durante tres generaciones, la familia Kozcuoğlu ha sido dueña de una enorme plantación en Antakya, siendo una de las familias más poderosas. Su objetivo es mantener el éxito y para eso Ihsan Kozcuoğlu y su hija Asi trabajan muy duro para mantener la tierra viva. Por otro lado, encontramos a la familia Doğan. Hace años, la madre de Demir, Emine, y su tía Süheyla trabajaban en la explotación de Kozcuoğlu hasta que su madre se ahogó en el río y se alejaron de la plantación y de Antakya.
Años después, Demir regresa a su pueblo natal convertido en un auténtico hombre de negocios. Con el recuerdo de la tragedia que asoló a su familia, Demir conoce a Asi y se enamora de ella al instante, sin saber que ella pertenece a la familia que causó la muerte de su madre. Poco a poco, las vidas de ambas familias enfrentadas complican el romance de los jóvenes al ir revelándose sus secretos más oscuros.

## Reparto
- Tuba Büyüküstün como Asiye "Asi" Kozcuoğlu.
- Murat Yıldırım como Demir Doğan.
- Çetin Tekindor como İhsan Kozcuoğlu.
- Nur Sürer como Neriman Kozcuoğlu.
- Tuncel Kurtiz como Cemal Ağa.
- Selma Ergeç como Defne Kozcuoğlu.
- Cemal Hünal como Kerim Akbar.
- Tülay Günal como Süheyla.
- Saygın Soysal como Aslan Kozcuoğlu.
- Tülay Bursa como Fatma.
- Eli Mango como Madam.
- Setenay Yener como Sevinç.
- Necmettin Çobanoğlu como Ökkeş.
- Dilara Deviren como Ceylan Kozcuoğlu.
- Elif Sönmez como Melek Doğan.
- Aslıhan Güner como Gonca Kozcuoğlu.
- Elif Sümbül Sert como Emine Doğan.
- Remzi Evren como Mahmut.
- İdil Vural como Süheyla (joven).
- Birce Akalay como Zeinep

## Temporadas
| Temporada | Temporada | Episodios | Rango de episodios | Emisión original         | Emisión original    |
| Temporada | Temporada | Episodios | Rango de episodios | Inicio                   | Final               |
| --------- | --------- | --------- | ------------------ | ------------------------ | ------------------- |
|           | 1         | 34        | 1 - 34             | 26 de octubre de 2007    | 27 de junio de 2008 |
|           | 2         | 37        | 35 - 71            | 12 de septiembre de 2008 | 19 de junio de 2009 |